# 舩坂泰子
舩坂 泰子（ふなさか やすこ、8月12日 - ）は、日本の女性声優。以前はエーエス企画に所属していた。現在はフリー。京都府出身。

## 出演作品

### テレビアニメ
- 鉄拳戦士アイアン・キッド（バイオレット）
- グリザイアの果実（坂下千秋、広岡たまき）
- グリザイアの楽園（坂下千秋、広岡たまき）

### ゲーム
- エンド オブ エタニティ
- 堕天使の甘い誘惑×快感フレーズ（佐倉綾子）
- グリザイアの果実 -LE FRUIT DE LA GRISAIA-（坂下 千秋、広岡 たまき）
- つくものがたり
- デススマイルズII（レイ）
- 天下一 戦国LOVER DS（浅井茶々）
- 文明開華葵座異聞録（宿の女中）
- メタルマックス4 月光のディーヴァ（アビィ[1]）
- 星霜のアマゾネス（タイガー[2]）
- 妖怪百姫たん！（山姥、パヨカカムイ、あやかし、あやかし、船幽霊、亀姫）

### ドラマCD
- クラスメイト 第六話 夏の終わりに…

### テレビ
- 踊る!さんま御殿!!
- 親の心子知らず